# Пожары в Калифорнии (2007)

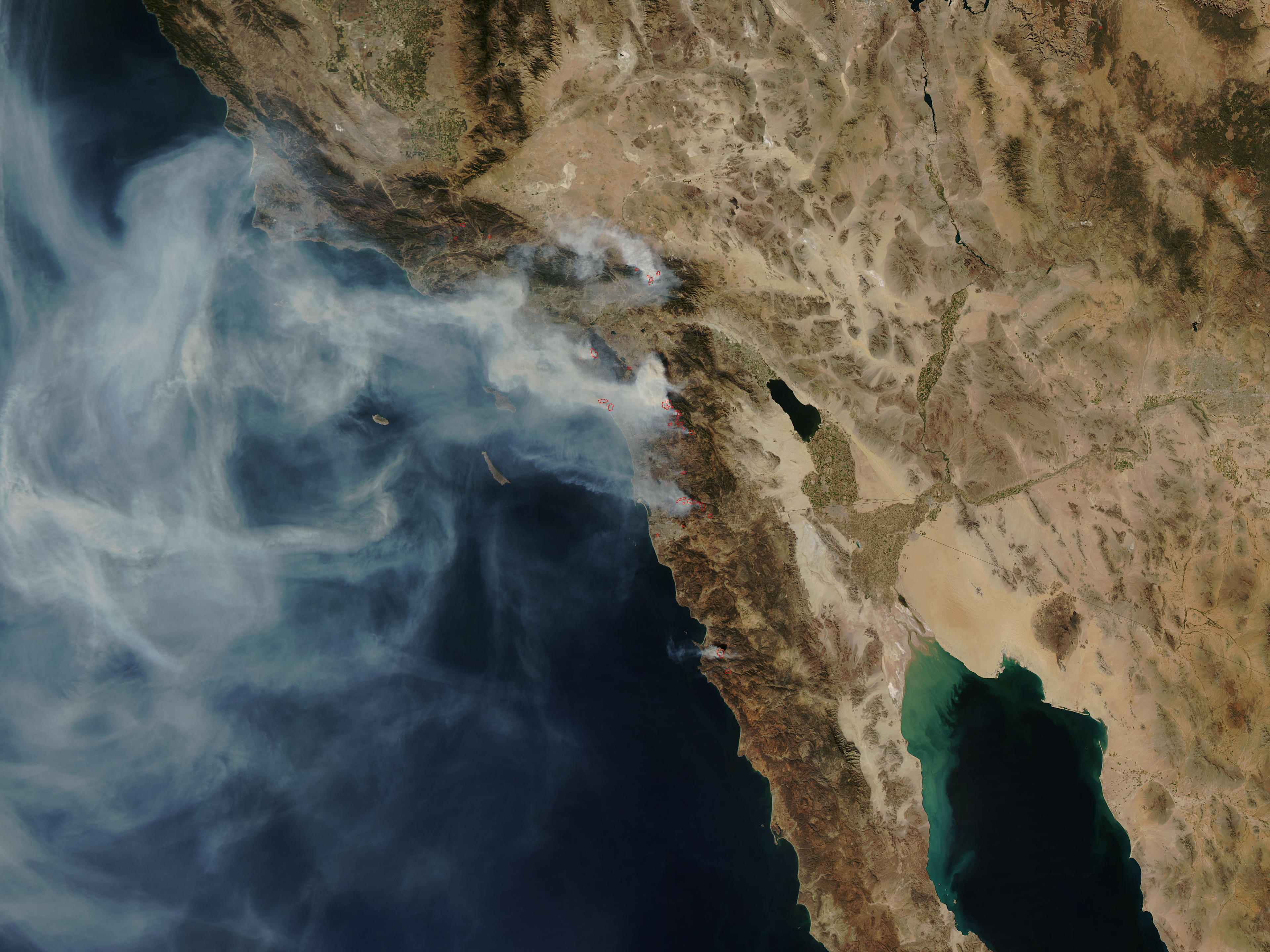
Спутниковая фотография NASA с 24 октября 2007, видны деятельность пожаров и дымовая завеса

Калифорнийские пожары 2007 года  (англ. The California wildfires of October 2007; исп. Incendios forestales en California de octubre de 2007) — массовые стихийные пожары, произошедшие в октябре 2007 года в южной Калифорнии, от района Санта-Барбара на побережье Тихого океана до мексиканской границы. В результате пожаров около 1500 домов были разрушены, около 2000 км² земли превращено в обгоревшую пустыню, 14 человек погибли и более 70 ранены. Около 10 700 пожарных участвовали в борьбе с огнём, используя и особые вертолёты, специально предназначенные для тушения огня с воздуха.

## Причины пожаров
Причиной пожаров явился ряд неблагоприятных факторов, до этого неоднократно приводивших к пожарам в штате (см. Калифорнийские пожары сентября 2005), таких, как малое количество осадков и высокая температура летом и осенью, сильные сезонные ветра, преобладающая сухая кустарниковая растительность.
Октябрь 2007 года приходился на период сильнейшей засухи в Южной Калифорнии, так, в Лос-Анджелесе за период дождей 2006—07 года выпало лишь 82 мм осадков, это был самый засушливый год за период наблюдения (осадков выпало даже меньше, чем в Долине смерти). Засуха, необычайно жаркая погода лета 2007 на западе Северной Америки и низкая влажность воздуха (1 %) превратили чапарель (карликовый дуб), покрывающий холмы Южной Калифорнии, в топливо для пожара. Главным фактором распространения огня явились характерные для этого периода года ветра Санта-Ана, порывы которых достигали 140 км/ч. Официальные источники не исключают, что пожар также сам по себе вызывал ветер, подобный ветрам, характерным для пожаров в Окленде в 1991 году. Дым от пожара значительно понизил качество воздуха, затруднил дыхание, сократил видимость. Дым распространился и чувствовался вплоть до области залива Сан-Франциско, влияя на местные погодные условия.
Был установлен ряд источников возгорания. Несколько пожаров было вызвано повреждением линий электропередачи из-за сильных ветров .
Один из пожаров вызван автомобильной аварией на автостраде I-15 (перевернутый фургон).
Десятилетний подросток, игравший со спичками, был признан виновником одного из возгорания.
Для установления причин остальных пожаров было начато расследование. В ряде случаев, основываясь на свидетельских показаниях и заключениях пожарных инспекторов, полиция подозревает поджоги. Награда в 250 000 долларов объявлена за оказание помощи в установлении виновных.

## Борьба с пожарами
Губернатор Калифорнии Арнольд Шварценеггер объявил бедственное положение в Южной Калифорнии, а через 48 часов президент Джордж Буш признал бедственное положение и обещал предоставить правительственную помощь за нанесение огромного ущерба, который оценивается в 1 миллиард долларов. В борьбу с пожаром впоследствии включились армия, национальная гвардия и около 3000 заключённых, осуждённых за неособо тяжкие преступления.

### Эвакуация
За два дня в район Сан-Диего были эвакуированы около полумиллиона человек. В помощь эвакуации была использована автоматизованная оповещательная система (911 наоборот), которая сама обзванивала и предупреждала людей. На стадионе Куалком собралось около 11 000 эвакуированных. Им была предоставлена охрана, еда, лежаки, бесплатный интернет и развлечения.